# Język squamish
Język squamish (czytaj: skłamisz) – krytycznie zagrożony wymarciem język z grupy salisz, używany przez nielicznych członków plemienia Squamish w południowo-zachodniej części Kolumbii Brytyjskiej, na północ od Wyspy Vancouver. Wykazuje duże podobieństwa do języka seczelt, halkomelem oraz nuksak. W ortografii języka squamish zwarcie krtaniowe zapisuje się cyfrą „7”. Od 2011 roku istnieje możliwość jego nauki poprzez technikę „Where are your keys?”, a od 2014 – na Uniwersytecie Capilano. W 2010 roku językiem władało 10 osób, jednak w 2014 ta liczba zmniejszyła się do 7.